# Josef Svoboda (úředník)
Josef Svoboda (* 24. listopadu 1956, Praha) je český bankéř, úředník a politik. Je jednovaječným dvojčetem politika Cyrila Svobody.
Své politické angažmá spojil nejprve s KDU-ČSL, jejímž byl členem, do zastupitelstva Prahy 4 byl za lidovce zvolen v letech 2014 i 2018. Po volbách 2018 utvořila strana koalici s Piráty, Zelenými a STAN. Na zastupitelstvu 23. dubna 2019 opozice s podporou Josefa Svobody prosadila hlasování o odvolání rady a odvolala starostu Štěpánka a většinu radních. Svoboda se poté v nové koalici ANO, ODS a TOP 09 stal místostarostou. Celostátní předsedové STAN, TOP 09 a Strany zelených deklarovali, že jednání proběhlo bez konzultace se stranickými orgány a nová rada „stojí na hlasech dvou přeběhlíků, což celostátní vedení považují za nesprávné rozhodnutí.“ Místní organizace KDU-ČSL Svobodovo jednání důrazně odsoudila, Svoboda byl vyloučen z klubu a strana mu pozastavila členství. Jako nezávislý začal spolupracovat s hnutím ANO 2011.
Svoboda působil také jako kancléř ČVUT v Praze, následně se stal pověřencem pro ochranu osobních údajů (GDPR). Do roku 2010 působil v Moskvě ve vedení Mezinárodní banky hospodářské spolupráce.
Za hnutí ANO kandidoval v senátních volbách 2024 ve volebním obvodu č. 20 – Praha 4. V prvním kole skončil druhý, když získal 16,96 % hlasů. Ve druhém kole se utkal s kandidátem za hnutí STAN, Piráty, ODS, KDU-ČSL a TOP 09 Jiřím Drahošem, s nímž však prohrál poměrem hlasů 25,73 % : 74,26 %, a senátorem se tak nestal.

## Názory
Jako senátor by hlasoval proti manželství stejnopohlavních párů a adopci dětí stejnopohlavním párem.